# Triaenodes doryphorus
Triaenodes doryphorus là một loài Trichoptera trong họ Leptoceridae. Chúng phân bố ở miền Australasia.